# Koninkrijk Araucanië en Patagonië
Het Koninkrijk Araucanië en Patagonië (Frans: Royaume d'Araucanie et de Patagonie, Spaans: Reino de la Araucanía y la Patagonia) was een koninkrijk in Araucanië en Patagonië dat in 1860 werd uitgeroepen door de Fransman Orelie-Antoine de Tounens. Het koninkrijk is nooit door een vreemde mogendheid erkend en is nooit een serieuze staat geworden.
De avonturier Tounens was in 1860 bij een bezoek aan Zuid-Amerika onder de indruk geraakt van het verzet van de lokale bevolking, voornamelijk Mapuche, tegen de naar het zuiden oprukkende landen Chili en Argentinië. De Mapuche zouden Tounens hebben aangewezen tot koning, in de hoop dat een Europeaan hun belangen beter zou kunnen verdedigen. Tounens liet een vlag maken en munten slaan, en zette zijn overheid op in Perquenco. De Chileense president José Joaquín Pérez stuurde generaal Cornelio Saavedra Rodríguez op pad Tounens te arresteren. Hij werd opgepakt en zowel door de Chileense als Argentijnse autoriteiten krankzinnig verklaard. Tounens overleed in 1878 in Frankrijk in armoede. Zijn opvolgers blijven de troon opeisen, de huidige pretendent is Stanislas Parvulesco, oftewel prins Stanislas I.
Hoewel het Koninkrijk Araucanië en Patagonië nooit meer is geworden dan een historische rariteit, is het voor de Chileense en Argentijnse regering wel een belangrijke motivator geweest de zuidelijke gebieden te koloniseren, uit vrees dat een vreemde mogendheid het gebied anders in zou nemen.
Het Koninkrijk Araucanië en Patagonië is uitvoerig bestudeerd en besproken door Dree Peremans in zijn standaardwerk Encyclopedia Patagonica.